# Mr. P.C.
Mr. P.C. est un blues en do mineur écrit par John Coltrane en hommage au contrebassiste Paul Chambers. 
Sa première version est sortie sur l'album Giant Steps en 1960, et enregistrée en mai 1959. L'album The Paris concert, enregistré à Paris en 1962, en contient une version live d'une durée de 26 minutes (à comparer aux 7 minutes de l'enregistrement original de 1959).
Jon Hendricks a ajouté des paroles au morceau, que l'on peut entendre sur High Flying de Lambert, Hendricks & Ross (1961).

## Reprises
Mr. P.C. a notamment été joué par :
- Putter Smith sur Lost & Found (1977)
- Doug Raney sur Introducing Doug Raney (1977)
- Tommy Flanagan sur Giant Steps (1983)
- Stéphane Grappelli et McCoy Tyner sur One on One (1990)
- Dave Holland sur Ones All (1995)
- Anthony Braxton and the Fred Simmons Trio sur 9 Standards (1996)
- Andrew Cyrille sur Ode to the Living Tree (1997)
- Jean-Michel Pilc et Hein van de Geyn sur The Long Journey (2001)
- David Liebman sur Lieb Plays the Blues à la Trane (2010)